# Bruno Mouron
Bruno Mouron, né le 6 août 1954 est un photographe de célébrités, auteur de plusieurs livres et directeur d'agence de presse français.
Associé de Pascal Rostain, il fait le plus souvent équipe avec lui.

## Biographie
En 1986, il crée avec Pascal Rostain l’agence de presse Sphinx ; celle-ci collabore régulièrement avec de grands magazines internationaux, comme Stern, Vanity Fair, Sunday Times Magazine, Gente, Oggi, El Mundo, Le Figaro Magazine ou Paris Match.
En octobre 2013, l’exposition de Bruno Mouron et Pascal Rostain, intitulée « Autopsie » présentée à Opera Gallery sera ensuite être sélectionnée à l'exposition universelle de 2015 (Milan) pour représenter la France.

## Paparazzades notoires
On lui doit  notamment (faisant équipe ou non avec Pascal Rostain) les paparazzades suivantes :
- Celle de la révélation de Mazarine Pingeot, prise devant le restaurant le Divellec avec son père François Mitterrand,
- Les images du fils d’Albert II avec une hôtesse de l’air d’origine togolaise,
- le couple Chirac en plein farniente sur une plage de l’île Maurice,
- Les coulisses du G8 qui s’est déroulé au Canada en 2002, dans l'intimité des chefs d’Etats présents (Berlusconi, Bush, Chirac, Poutine)
- Le cliché de Cécilia Sarkozy avec Richard Attias à New York.

## Expositions
- 2007. Trash,, 30 grands formats leur première œuvre d'art collective  trash sur les poubelles des célébrités.